# Pamphilius lethierryi
Pamphilius lethierryi är en stekelart som först beskrevs av Friedrich Wilhelm Konow 1887.  Pamphilius lethierryi ingår i släktet Pamphilius, och familjen spinnarsteklar. Arten har ej påträffats i Sverige.